# Мансель, Жан-Франсуа
Жан-Франсуа Мансель (фр. Jean-François Mancel) — французский политик, бывший депутат Национального собрания Франции, бывший президент Генерального совета департамента Уаза, член партии Республиканцы.

## Биография
Родился 1 марта 1948 г. в Бове (департамент Уаза). Учился в Париже, получил степень в области общественного и гражданского права. В 1968 году начал свою политическую карьеру, вступив в ряды голлистской партии Союз демократов в поддержку республики, переименованной впоследствии в Объединение в поддержку Республики, а затем - в Союз за народное движение. В 1971 году был избран в городской совет Бове и стал вице-мэром. Занимал этот пост до 1977 года, когда на муниципальных выборах победил социалист Вальтер Ансаллем.
В 1978 году Мансель выставил свою кандидатуру на выборах в Национальное собрание Франции по 5-му округу департамента Уаза и одержал победу, став в 30 лет депутатом Национального собрания. В следующем году он впервые одержал победу на выборах в Генеральный совет департамента Уаза от кантона Ноай, после чего многократно переизбирался и представляет кантон в совете в настоящее время.
В 1981 году Жан-Франсуа Мансель не смог отстоять свой мандат на очередных парламентских выборах, а в 1983 год уступил Вальтеру Ансаллему в борьбе за пост мэра Бове. В 1985 году, выиграв вновь на кантональных выборах, он стал президентом Генерального совета департамента Уаза и занимал этот пост до утери правыми большинства в совете в 2004 году. Также в 1984 году он по списку правых прошел в состав Европейского парламента, где занимал пост вице-председателя комитета по экономическим вопросам. В 1986 году Мансель вновь участвовал в парламентских выборах и сумел вернуть себе мандат депутата Национального собрания, после чего покинул Европейский парламент. В 1988 и 1993 годах успешно переизбирался депутатом Национального собрания Франции.
В 1997 году Жан-Франсуа Мансель оказался в центре крупного политического скандала, связанного с его вступлением в открытый союз с кандидатом ультраправого Национального фронта на очередных парламентских выборах вопреки решению руководства партии. Эти выборы Мансель проиграл социалистке Беатрис Марр, и в 1998 года на время был даже исключен из партии Объединение в поддержку Республики.
К 2002 году Мансель вернул себе поддержку партии, вновь был выдвинут её кандидатом на парламентских выборах и сумел взять реванш у Марр, после чего без особых проблем победил и на выборах 2007 года. На парламентских выборах 2012 года Жан-Франсуа Мансель с минимальным преимуществом одолел во 2-м туре кандидата социалистов Сильви Уссен, но Конституционный совет отменил результаты выборов, указав на то, что в день выборов команда Манселя распространяла листовки в его поддержку. В марте 2013 года состоялись повторные выборы, на которых вместе с Манселем в финал вышла кандидат Национального фронта Флоранс Итальяни, и Мансель сумел победить, но получил не столь много голосов, как ожидалось - только 51,41 %.
На праймериз правых в 2017 году поддерживал Николя Саркози. В выборах в Национальное собрание 2017 г. не участвовал, поддерживая в качестве кандидата по своему 2-му избирательному округу департамента Уаза сына, Алексиса Манселя, но он не сумел пройти во 2-й тур.

## Занимаемые выборные должности
22.03.1971 — 21.03.1977 — вице-мэр Бове

03.04.1978 — 22.05.1981 — депутат Национального собрания Франции от 5-го избирательного округа департамента Уаза

19.03.1979 — 17.03.1985 — член генерального совета департамента Уаза от кантона Ноай

14.03.1983 — 19.03.1989 — член городского совета Бове

24.07.1984 — 11.12.1986 — депутат Европейского парламента 

18.03.1985 — 28.03.2004 — президент генерального совета департамента Уаза 

02.04.1986 — 21.04.1997 — депутат Национального собрания Франции от 2-го избирательного округа департамента Уаза

с 19.06.1995 — член городского совета Ноай 

19.06.2002 — 20.06.2017 — депутат Национального собрания Франции от 2-го избирательного округа департамента Уаза

29.03.2004 — 29.03.2015 — член генерального совета департамента Уаза от кантона Ноай